# Laveyssière
Laveyssière ist eine Ortschaft und eine ehemalige französische Gemeinde mit 129 Einwohnern (Stand 1. Januar 2022) im Département Dordogne in der Region Nouvelle-Aquitaine (vor 2016: Aquitanien). Die Gemeinde gehörte zum Arrondissement Périgueux (bis 2016: Bergerac) und zum Kanton Périgord Central.
Der Erlass vom 25. September 2018 legte mit Wirkung zum 1. Januar 2019 die Eingliederung von Laveyssière als Commune déléguée zusammen mit den früheren Gemeinden Maurens, Saint-Jean-d’Eyraud und Saint-Julien-de-Crempse zur Commune nouvelle Eyraud-Crempse-Maurens fest. Der Verwaltungssitz befindet sich in Maurens.
Der Name in der okzitanischen Sprache lautet La Vaissièra und bedeutet „Land, wo die Haselnuss wächst“.

## Geographie
Laveyssière liegt ca. 35 km südwestlich von Périgueux und ca. 10 km nordwestlich im Einzugsbereich (Aire urbaine) von Bergerac in der historischen Provinz Périgord.
Umgeben wird Laveyssière von sechs Nachbargemeinden und delegierten Gemeinden:
| Les Lèches | Église-Neuve-d’Issac                        | Saint-Jean-d’Eyraud (Commune déléguée) |
| Lunas      | Kompassrose, die auf Nachbargemeinden zeigt |                                        |
|            | Ginestet                                    | Maurens (Commune déléguée)             |

Laveyssière liegt im Einzugsgebiet des Flusses Dordogne. Eines seiner Nebenflüsse, der Eyraud, durchquert das Gebiet von Laveyssière.
Der Ort erhielt die Auszeichnung „Eine Blume“, die vom Conseil national des villes et villages fleuris (CNVVF) im Rahmen des jährlichen Wettbewerbs der blumengeschmückten Städte und Ortschaften verliehen wird.

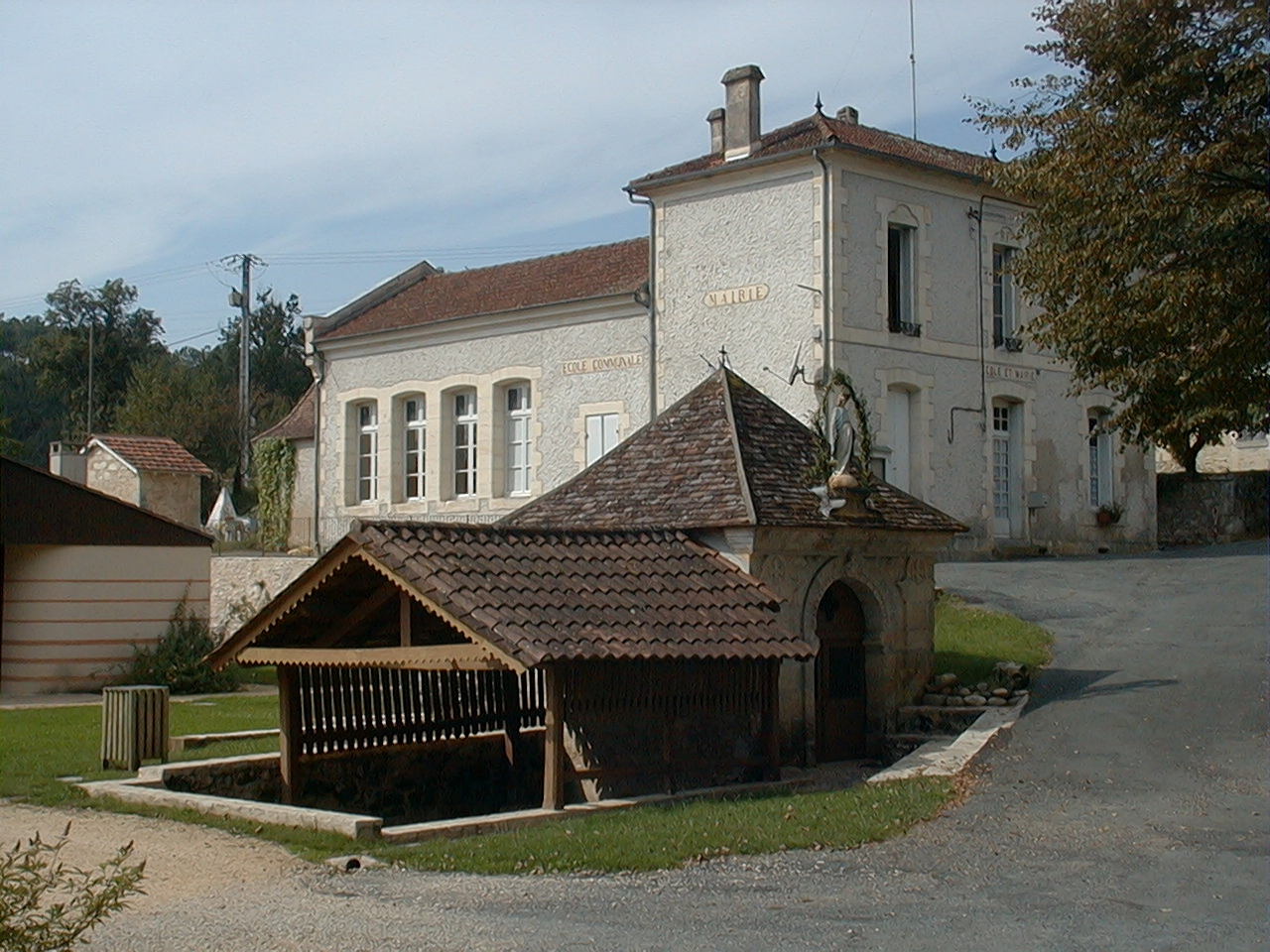
Wasserquelle

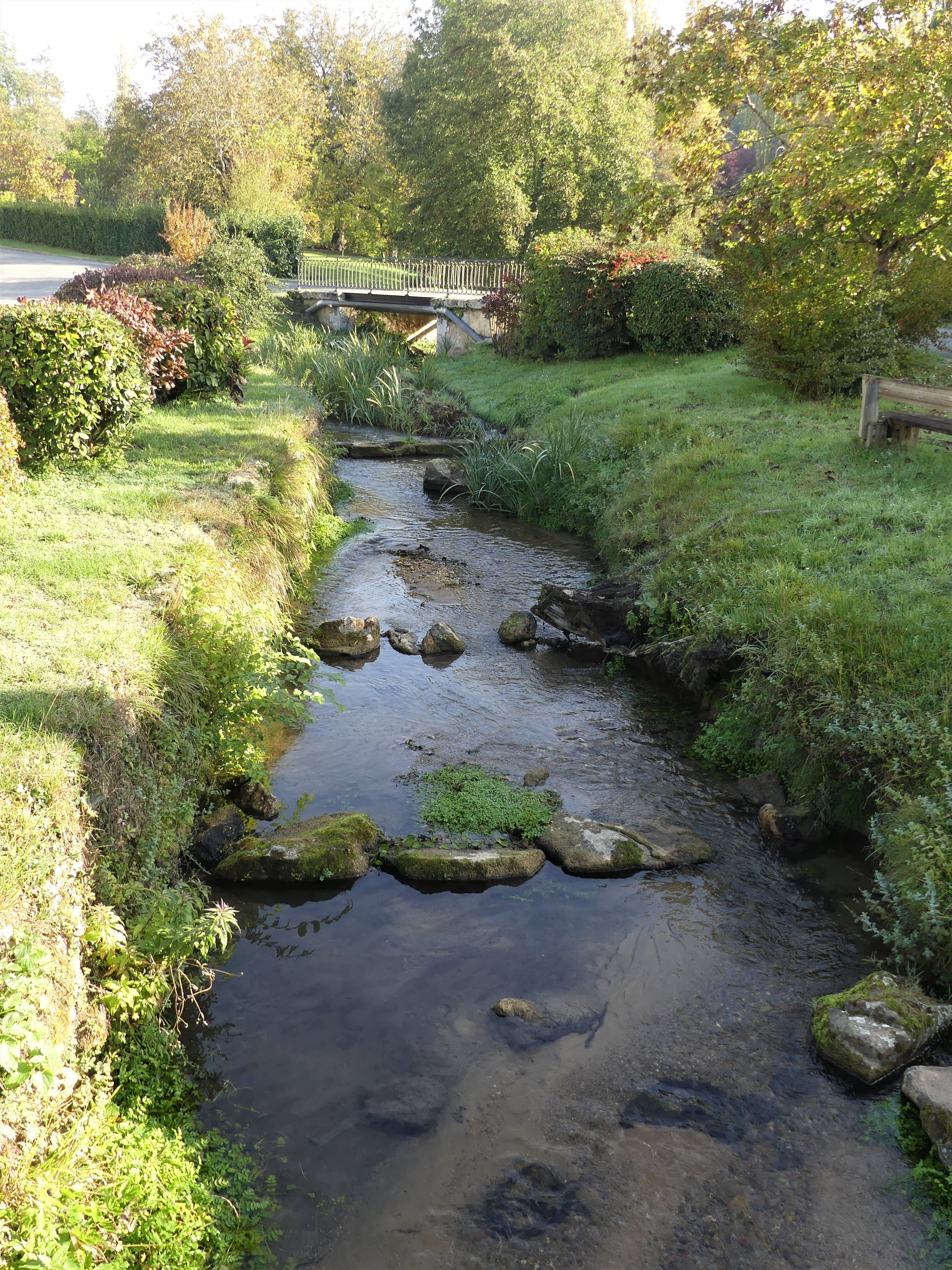
Der Eyraud in Laveyssière

## Geschichte
Der Eynaud, Kanäle und zahlreiche Quellen bestimmen seit jeher das Leben des Orts und versorgten im Laufe der Jahrhunderte ihre Wassermühlen. Das Dorf barg insbesondere das Wohnhaus der Familie Vergt, das in der Folge in den Besitz der Familie Rivasson gelangte. Laveyssière gehörte nacheinander der Kastellanei von Bergerac, von Maurens und Montréal. Laveyssière ist vor allem seit dem Mittelalter als Wallfahrtsort bekannt. Ein Heiligtum im Herzen des Orts zieht auch heute noch die Gläubigen an, die den Gottesdienst an einer Wasserquelle feiert, sofern das Wetter es erlaubt. In der Nähe der Kirche befindet sich diese Wunderquelle, deren Ursprünge der Verehrung bis in das Zeitalter der Kelten reicht. Dem Wasser werden Heilkräfte gegen vielerlei Krankheiten, insbesondere bei rheumatischen Leiden zugesprochen. Es ist vorstellbar, das der Ort der Quelle neben einer Kapelle bereits eine keltische Kultstätte sah.

### Toponymie
Toponyme und Erwähnungen von Laveyssière waren:
- capella de Vaisha (13. Jahrhundert, Kirchenregister),
- Vaycha (1400),
- Vexière (16. Jahrhundert),
- La Vailsiere (1750, Karte von Cassini),
- Laveyssière (1793 und 1801, Notice Communale bzw. Bulletin des Lois).[3][8][9]

### Einwohnerentwicklung
Nach Beginn der Aufzeichnungen stieg die Einwohnerzahl in der Mitte des 19. Jahrhunderts auf einen Höchststand von 275. In der Folgezeit sank die Größe des Orts bei kurzen Erholungsphasen bis zu den 1960er Jahren auf ein Niveau von rund 120 Einwohnern, bevor sich nach 2010 ein moderates Wachstum einstellte.
| Jahr      | 1962 | 1968 | 1975 | 1982 | 1990 | 1999 | 2006 | 2011 | 2022 |
| --------- | ---- | ---- | ---- | ---- | ---- | ---- | ---- | ---- | ---- |
| Einwohner | 135  | 119  | 108  | 120  | 119  | 115  | 115  | 121  | 129  |

## Sehenswürdigkeiten

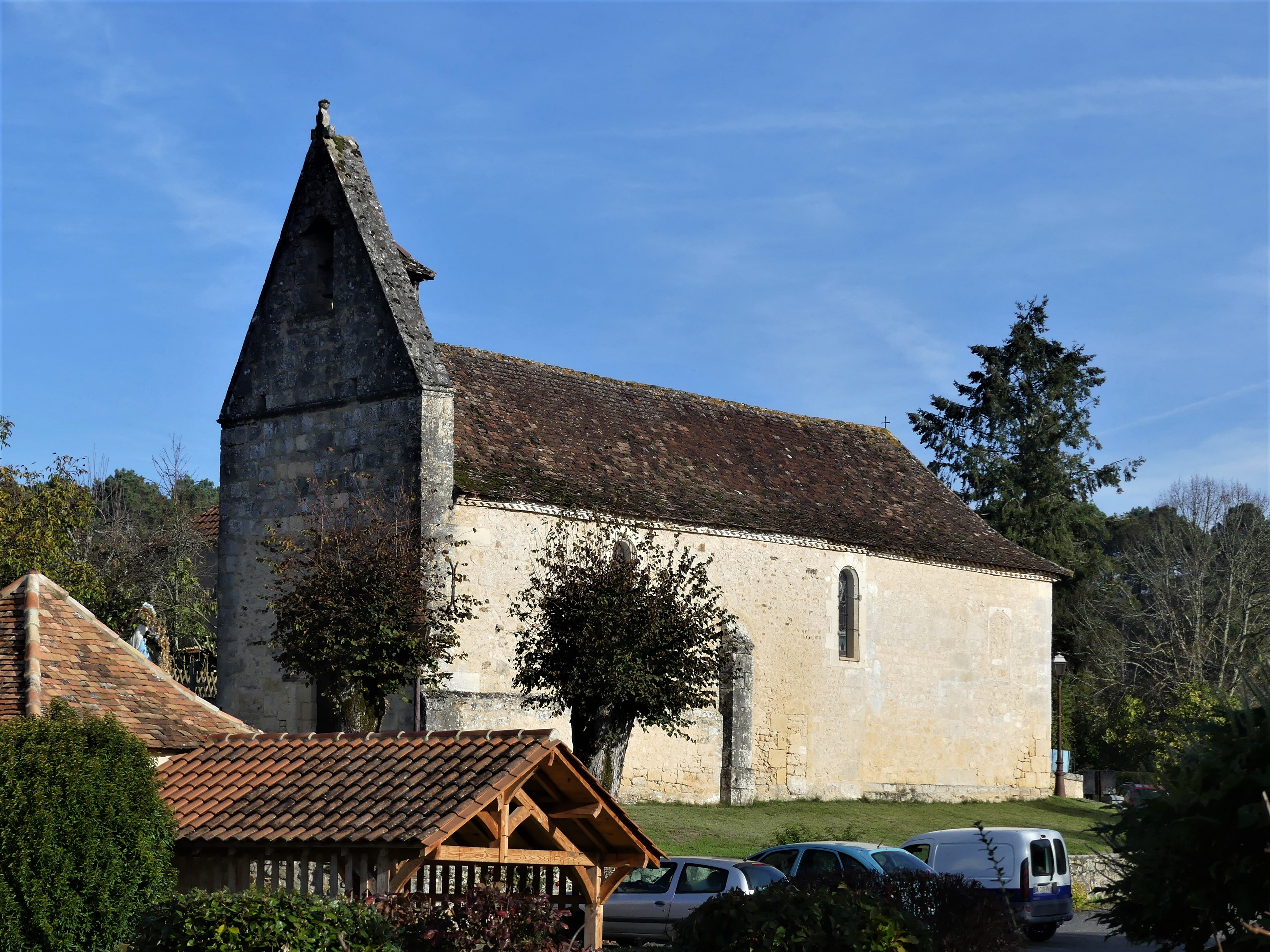
Pfarrkirche Notre-Dame de la Nativité

### PfarrkircheNotre-Dame de la Nativité
Sie wurde im 12. Jahrhundert erbaut und im 18. und im 19. Jahrhundert umgestaltet. Ein rundbogenförmiges Eingangsportal gewährt Einlass in das Kircheninnere. Es befindet sich am Fuß eines dreieckigen, schmucklosen Glockengiebels, der von einer Maueröffnung für die Kirchenglocke unterbrochen ist. Die Apsis ist flach abgeschlossen.

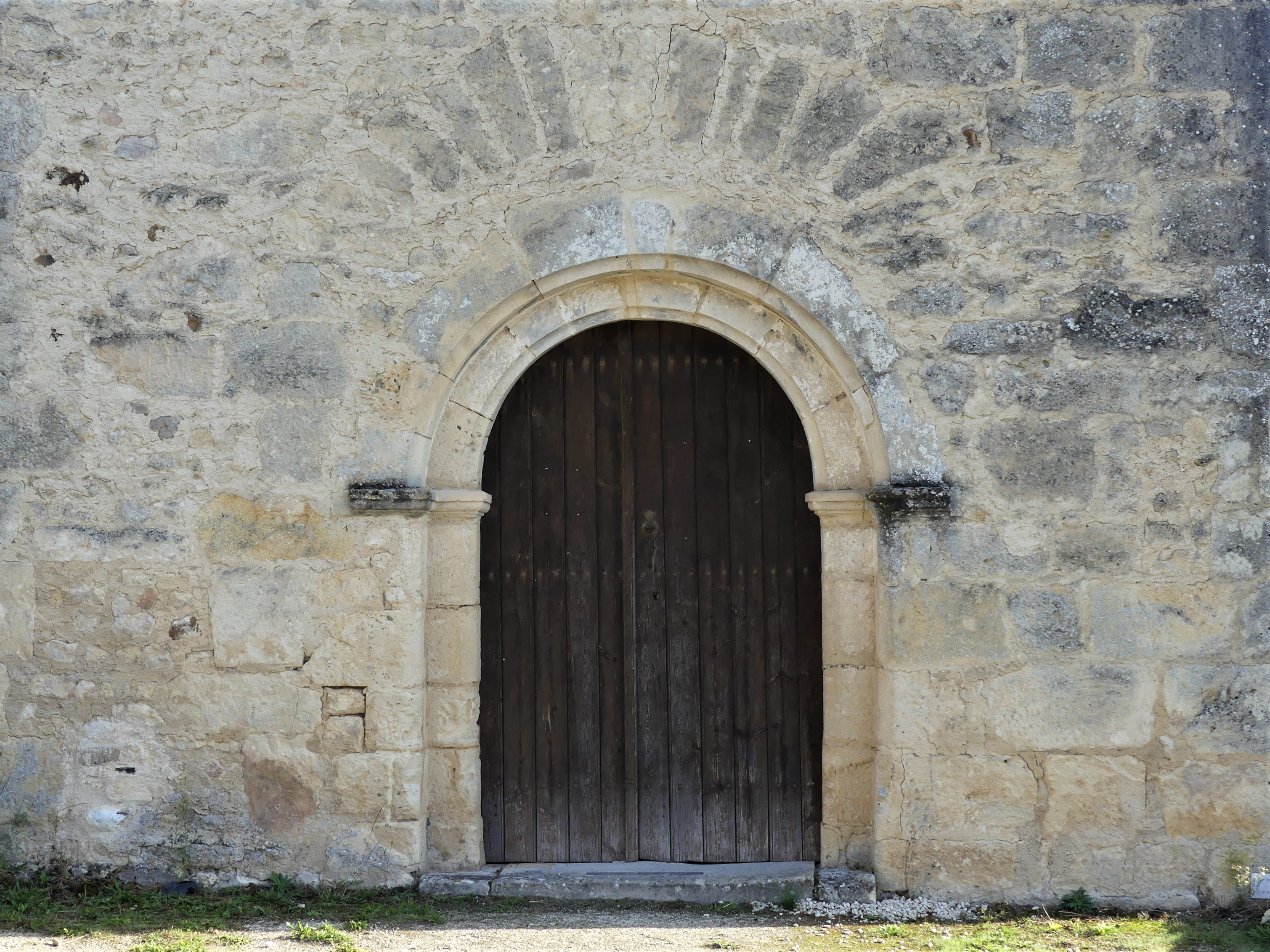
Eingangsportal
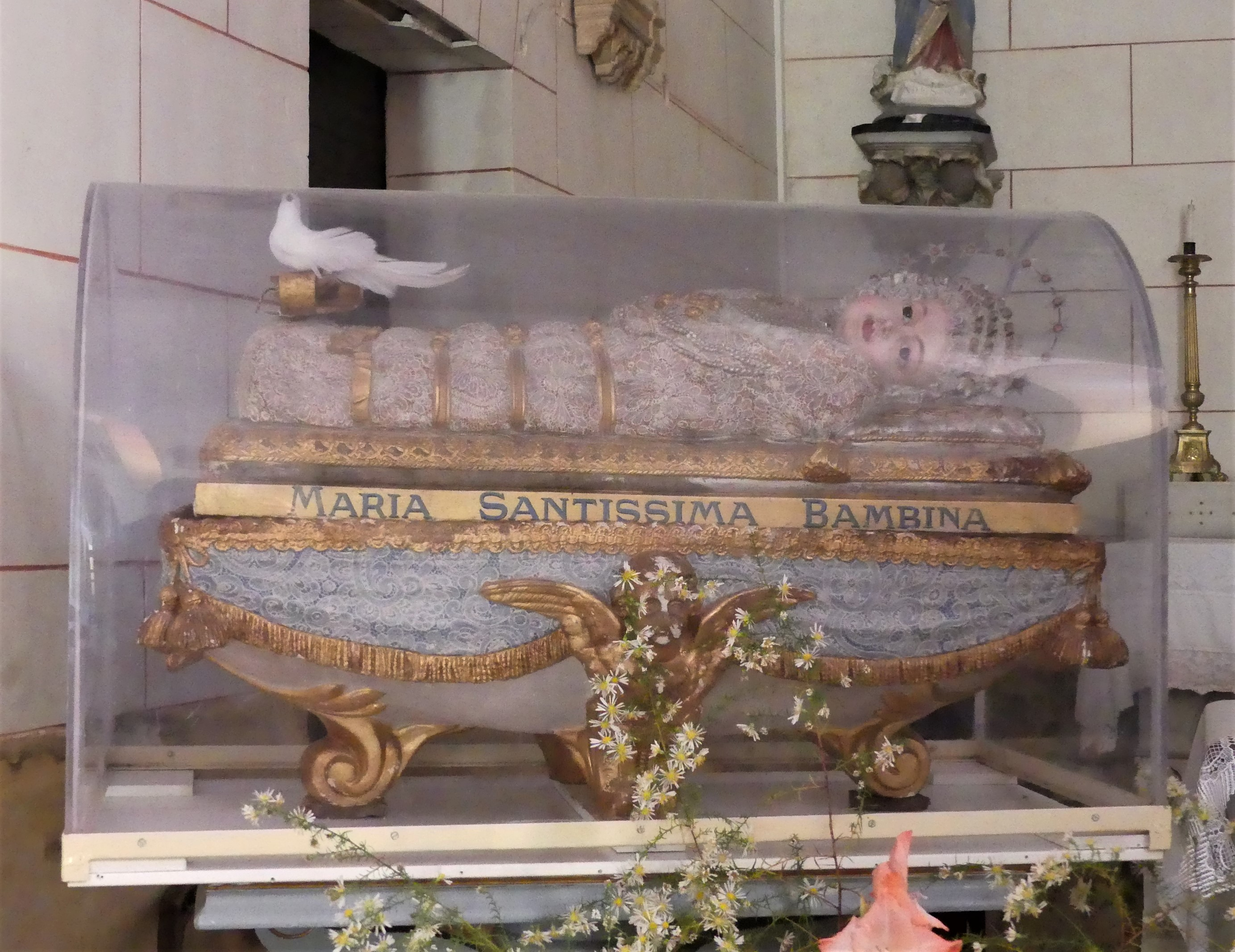
Marienstatue
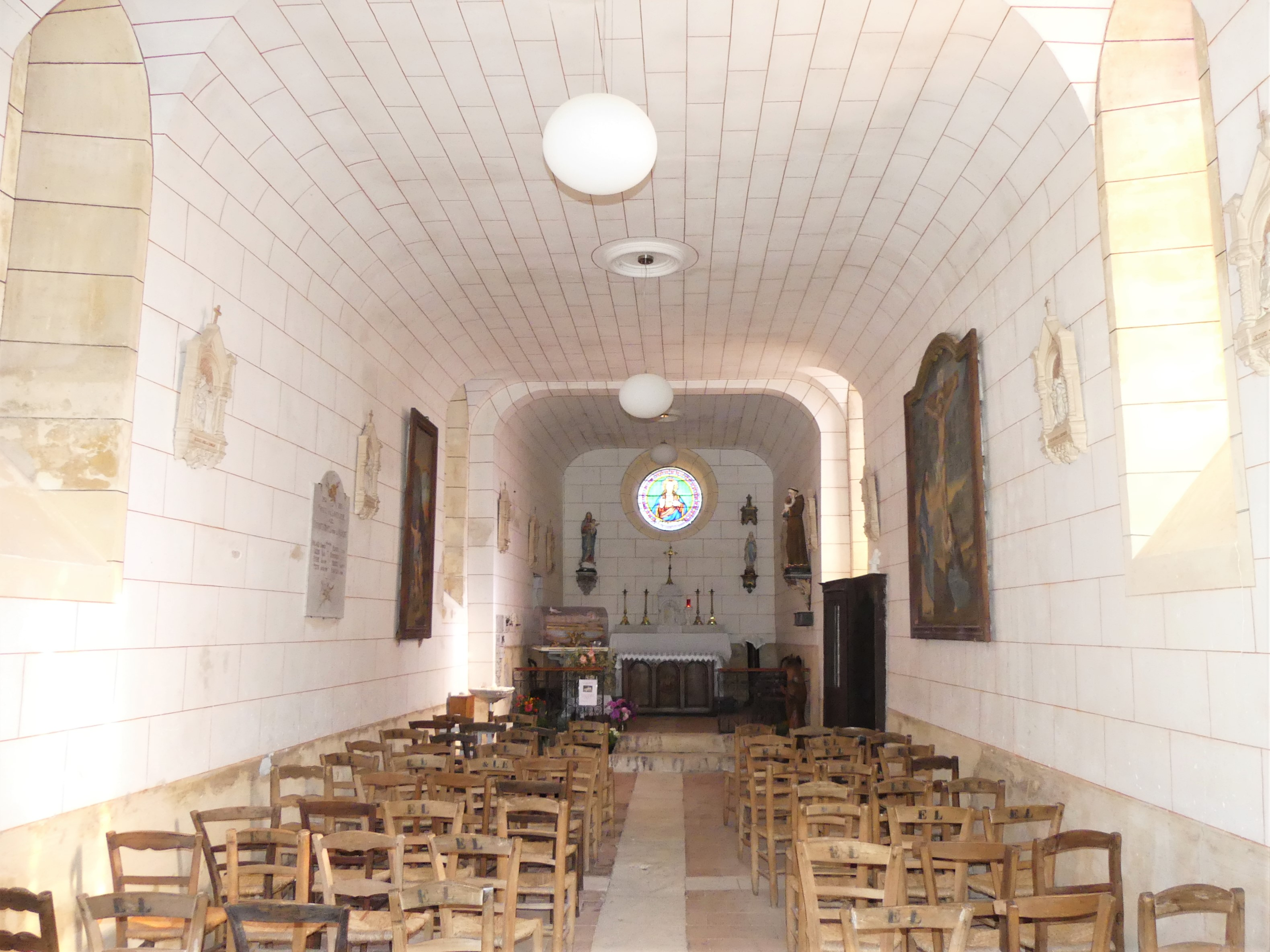
Langhaus mit Blick auf den Chor
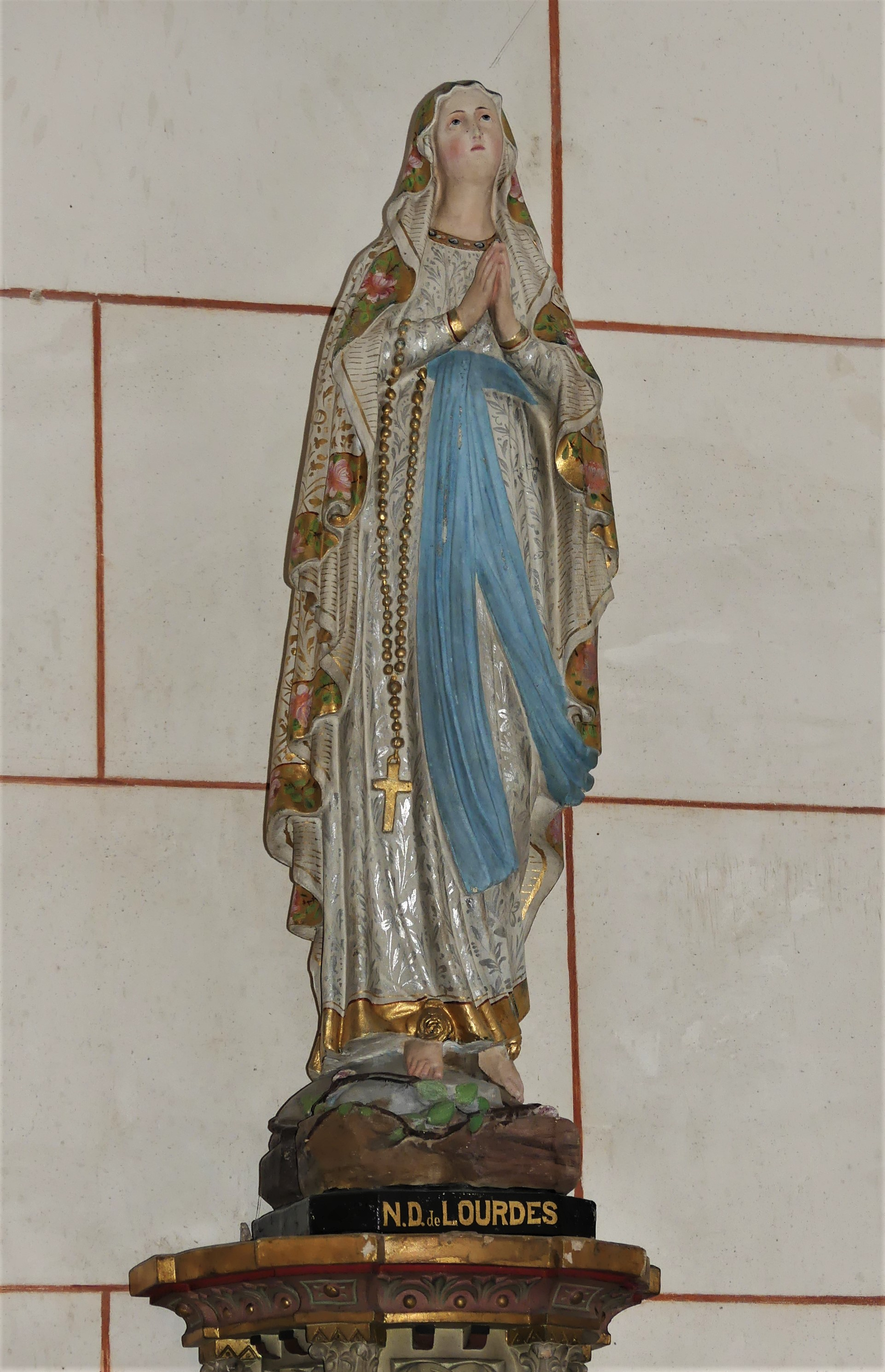
Marienstatue
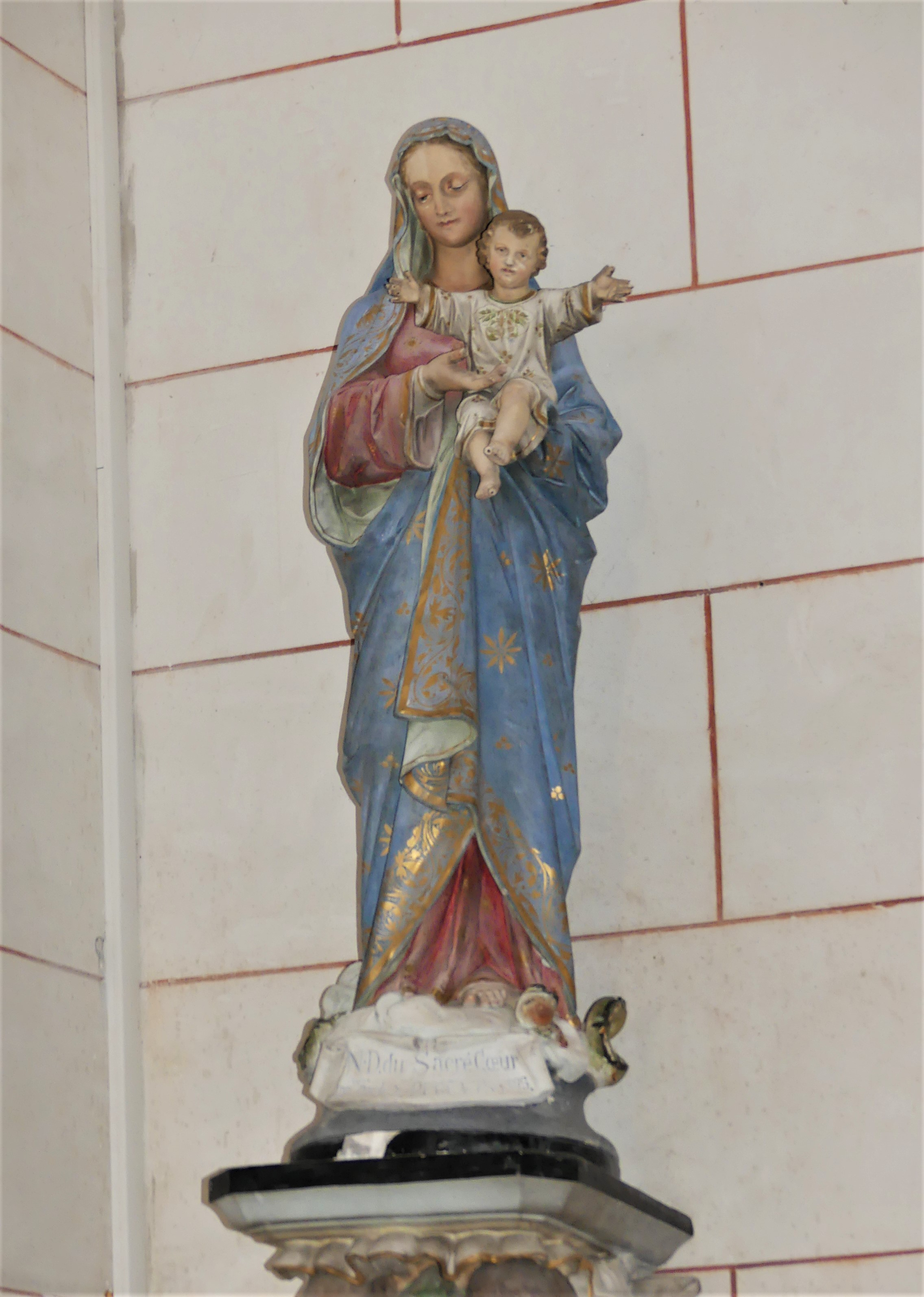
Marienstatue mit Jesuskind
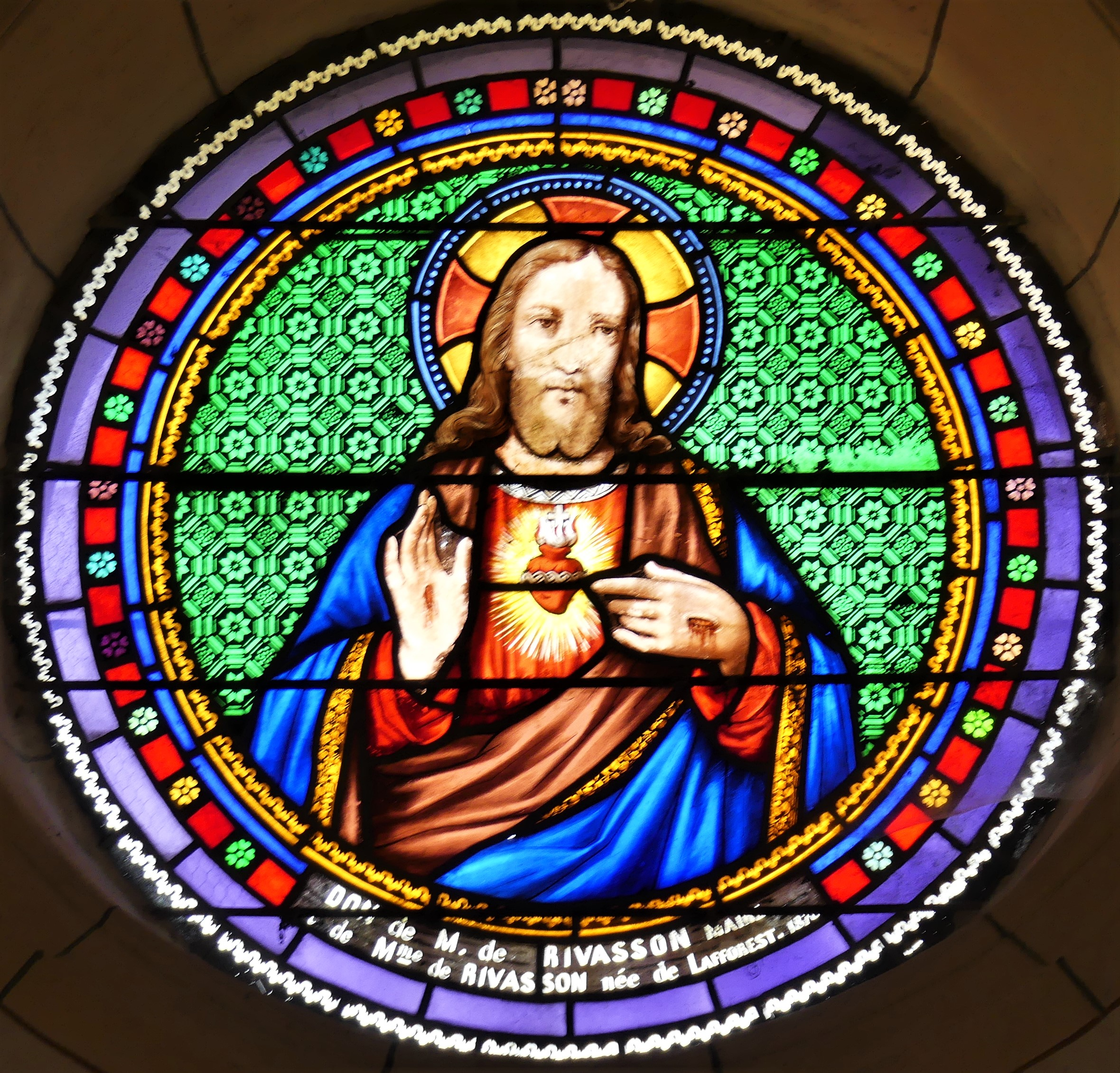
Fensterrose

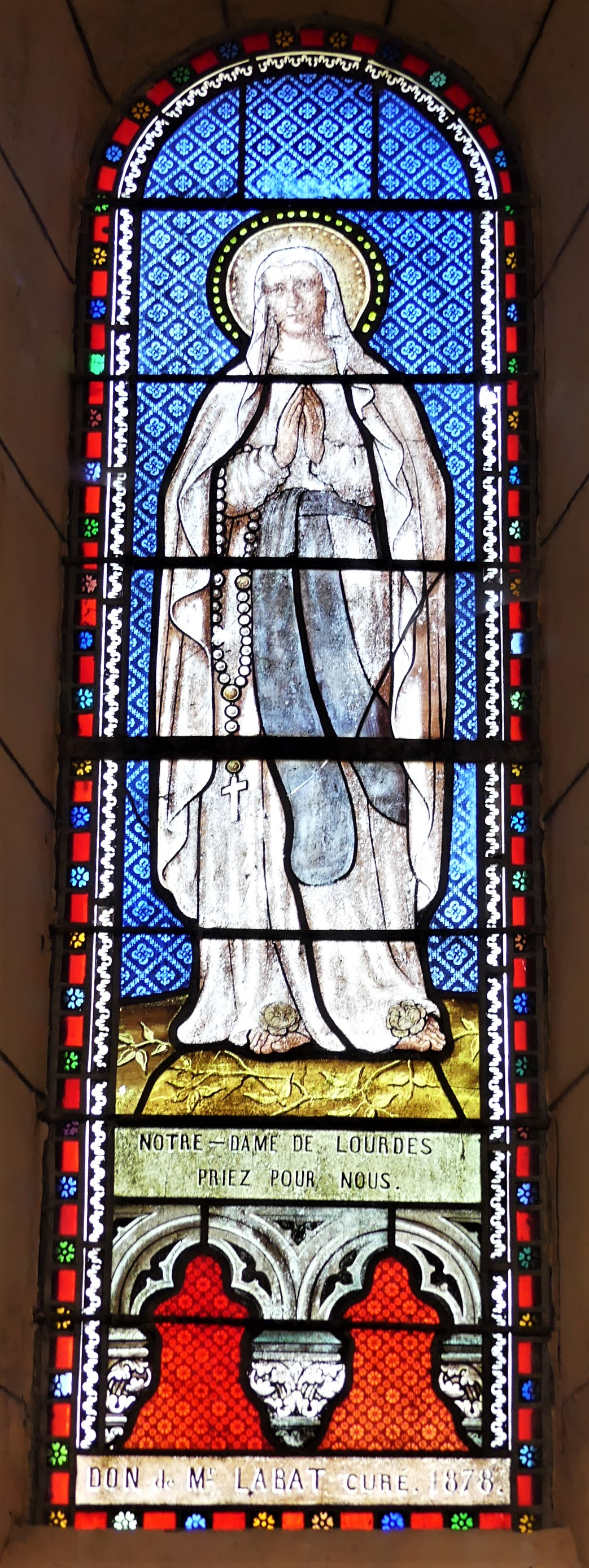
Glasfenster mit der Darstellung Marias
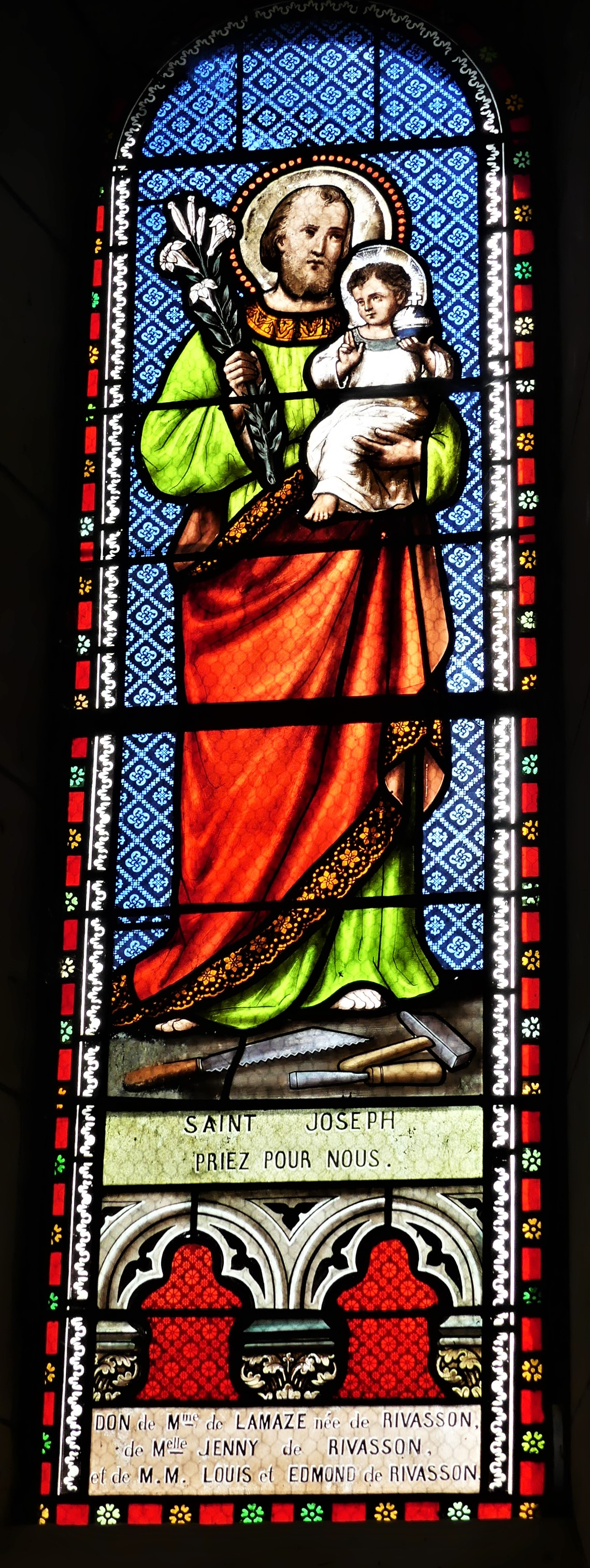
Glasfenster mit der Darstellung des heiligen Josefs mit Jesuskind
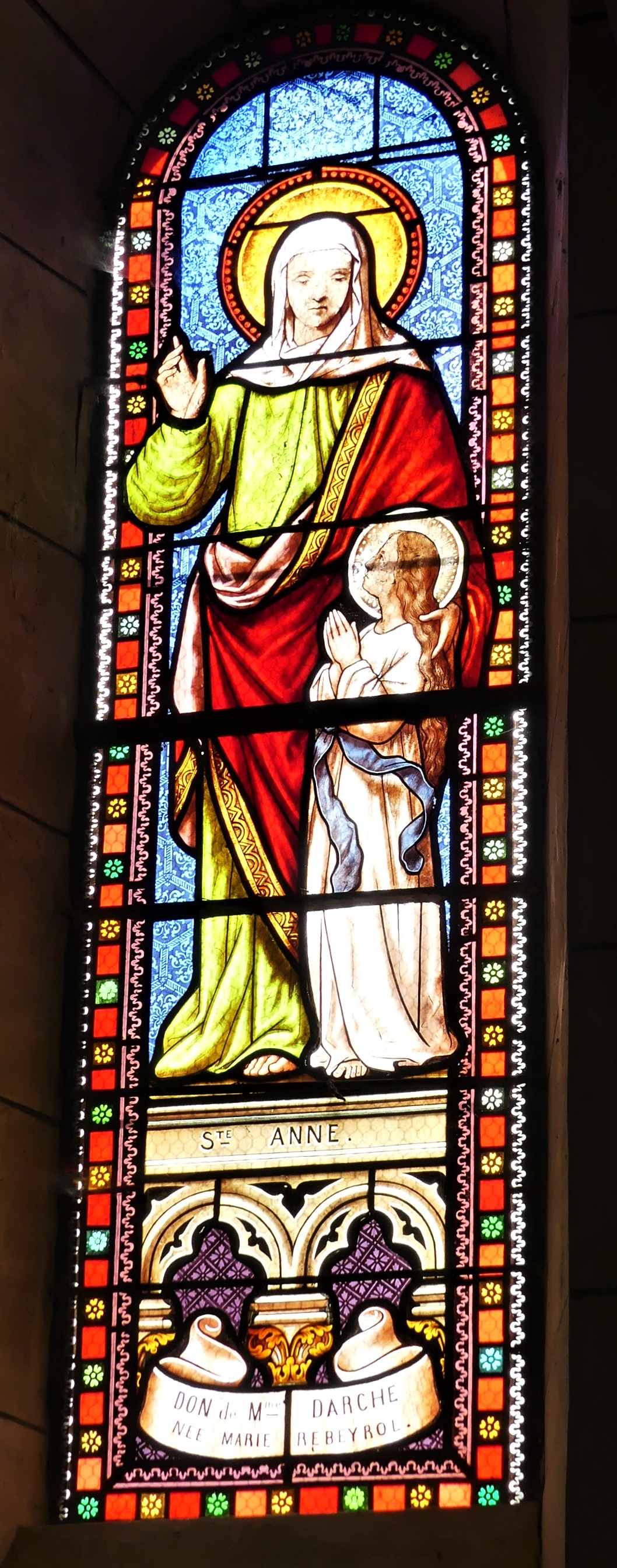
Glasfenster mit der Darstellung der Unterrichtung Marias durch die heilige Anna
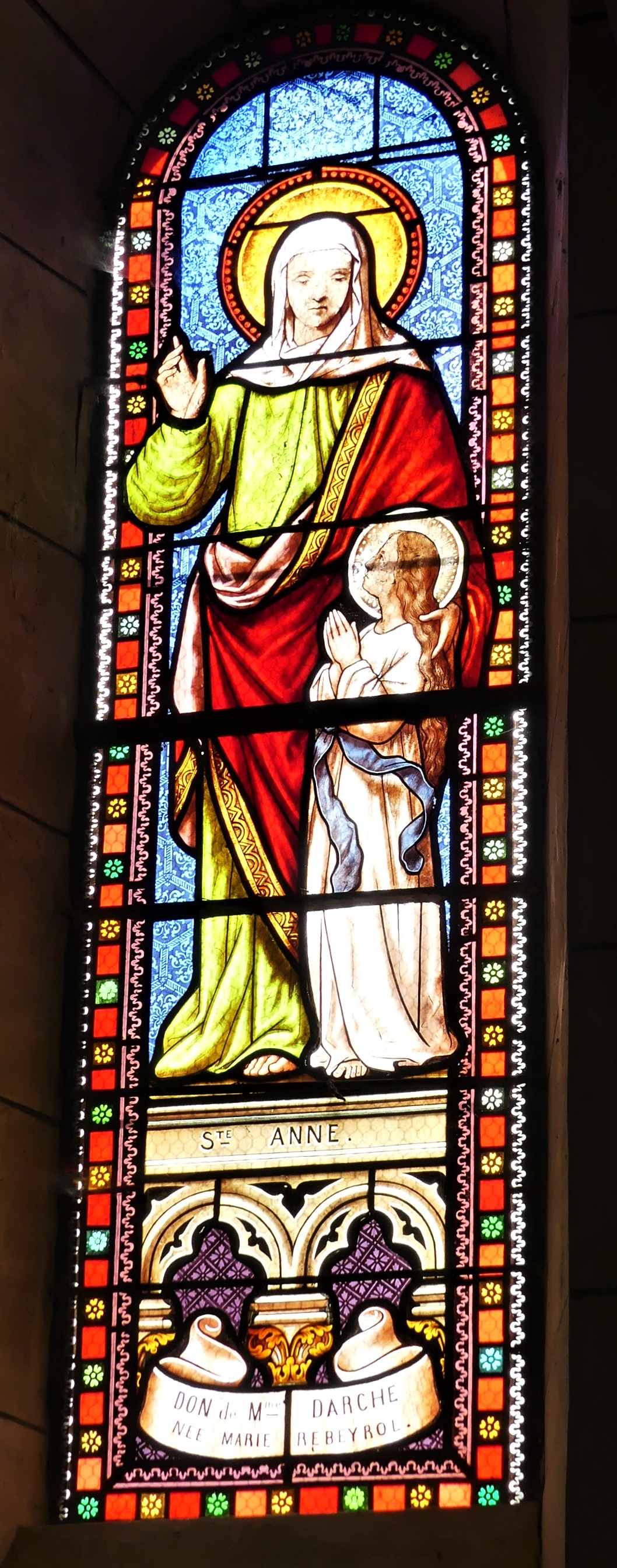
Glasfenster mit der Darstellung Johannes des Täufers